# Gunung Simpangwoh
Gunung Simpangwoh är ett berg i Indonesien.   Det ligger i provinsen Aceh, i den västra delen av landet, 1 700 km nordväst om huvudstaden Jakarta. Toppen på Gunung Simpangwoh är 1 029 meter över havet, eller 55 meter över den omgivande terrängen. Bredden vid basen är 0,79 km.
Terrängen runt Gunung Simpangwoh är kuperad. Runt Gunung Simpangwoh är det glesbefolkat, med 14 invånare per kvadratkilometer. I omgivningarna runt Gunung Simpangwoh växer i huvudsak städsegrön lövskog.